# نظائر البعديات
نظائر البعديات أو نظيرات الحيوان (بالإنجليزية: Parazoa)‏ هي تحت مملكة قديمة من الحيوانات، ترجمتها الحرفية بجانب الحيوانات.